# 埃爾杜恩德 (新墨西哥州)
埃爾杜恩德（英語：El Duente）是位於美國新墨西哥州里奧阿里巴縣的普查規定居民點。

## 人口
根據2020年美國人口普查的數據，埃爾杜恩德的面積為3.84平方千米，當中陸地面積為3.80平方千米，而水域面積為0.04平方千米。當地共有人口573人，而人口密度為每平方千米149.22人。